# Pirjo Wilmi-Rokkanen
Airi Pirjo Maritta Wilmi-Rokkanen z domu Wilmi, po mężu Häggman (ur. 8 czerwca 1951 w Sotkamo) – fińska lekkoatletka, sprinterka, medalistka mistrzostw Europy w 1974.
Zajęła 8. miejsce w sztafecie 4 × 400 metrów na mistrzostwach Europy w 1969 w Atenach. Na igrzyskach olimpijskich w 1972 w Monachium odpadła w ćwierćfinale biegu na 200 metrów i eliminacjach sztafety 4 × 100 metrów, a w sztafecie 4 × 400 metrów zajęła 7. miejsce.
Zdobyła srebrny medal w sztafecie 4 × 400 metrów (która biegła w składzie: Marika Eklund, Mona-Lisa Pursiainen, Wilmi i Riitta Salin) oraz odpadła w eliminacjach biegu na 400 metrów na mistrzostwach Europy w 1974 w Rzymie. Zdobyła złote medale w biegach na 200 metrów i na 400 metrów na uniwersjadzie w 1975 w Rzymie.
Na igrzyskach olimpijskich w 1976 w Montrealu Häggman zajęła 4. miejsce w finale biegu na 400 metrów oraz 6. miejsce w sztafecie 4 × 400 metrów (która biegła w tym samym składzie, co na mistrzostwach Europy w 1974). Na mistrzostwach Europy w 1978 w Pradze zajęła 7. miejsce w biegu na 400 metrów i odpadła w eliminacjach sztafety 4 × 400 metrów. Zajęła 7. miejsce w biegu na 400 metrów na igrzyskach olimpijskich w 1980 w Moskwie.
Była mistrzynią Finlandii w biegu na 200 metrów w latach 1972, 1976–78 i 1980 oraz w biegu na 400 metrów w latach 1972, 1973 i 1978–1980.
Pięciokrotnie poprawiała rekord Finlandii w sztafecie 4 × 400 metrów do czasu 43,95 s (30 sierpnia 1975 w Helsinkach) i sześciokrotnie w sztafecie 4 × 400 metrów do rezultatu 3:25,7 (8 września 1974 w Rzymie). Ten ostatni rezultat jest obecnym (listopad 2019) rekordem Finlandii.
W 1981 została jedną z dwóch pierwszych kobiet członkiń Międzynarodowego Komitetu Olimpijskiego (drugą była Flor Isava-Fonseca z Wenezueli). Działała w nim w wielu komisjach. Złożyła rezygnację z członkostwa MKOl w 1999, gdy wyszło na jaw, że jej ówczesny mąż Bjarne Häggman był płatnym konsultantem komitetu organizacyjnego Salt Lake City przy wyborze gospodarza zimowych igrzysk olimpijskich w 2002. Pirjo Häggman była również członkiem Fińskiego Komitetu Olimpijskiego w latach 1981–1999 oraz wiceprzewodniczącą Fińskiej Federacji Lekkoatletycznej w latach 1982–1988.